# کسی به سرهنگ نامه نمی‌نویسد (فیلم)
کسی به سرهنگ نامه نمی‌نویسد (انگلیسی: No One Writes to the Colonel) فیلمی است که در سال ۱۹۹۹ منتشر شد. از بازیگران آن می‌توان به ماریسا پاردس و سلما هایک اشاره کرد.